# Ninoe foliosa
Ninoe foliosa är en ringmaskart som beskrevs av Fauchald 1972. Ninoe foliosa ingår i släktet Ninoe och familjen Lumbrineridae. Inga underarter finns listade i Catalogue of Life.